# Daniel-Charles Trudaine
Daniel-Charles Trudaine (Parigi, 3 gennaio 1703 – 19 gennaio 1769) è stato un ingegnere e funzionario francese, uno dei principali artefici del sistema stradale francese.

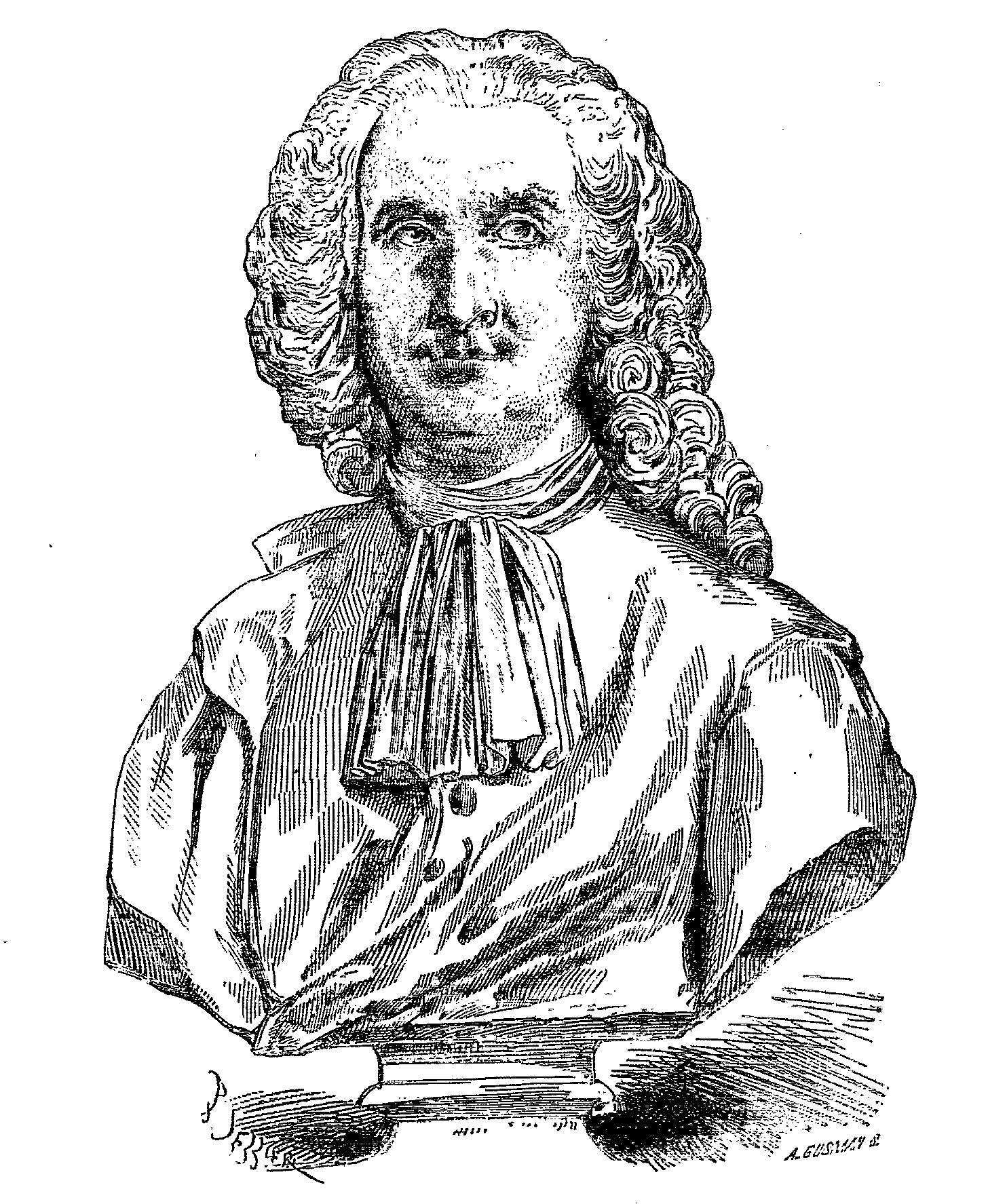
Daniel-Charles Trudaine.
Disegno di un busto di Trudaine in Le Magasin pittoresque del 1833.

Egli è soprattutto noto per l'opera, Atlas de Trudaine, realizzata sotto la sua supervisione.

## Biografia
Trudaine nacque a Parigi, figlio di Charles Trudaine, prévôt des marchands de Paris (Prevost dei mercanti di Parigi). Daniel-Charles fu "conseiller" nel Parlamento di Parigi, quindi "intendant" della provincia di Alvernia dal 1730 al 1734. Nel 1743, venne stato nominato membro onorario dell'Académie des sciences. L'anno seguente fu nominato direttore dell'Assemblée des inspecteurs généraux des ponts et chaussées (Assemblea degli ispettori generali di Ponti e delle strade), un titolo che mantenne fino alla sua morte. Fondò la École nationale des ponts et chaussées (Scuola di Ingegneria Civile) nel 1747, con Jean-Rodolphe Perronet, ingegnere della généralité di Alençon, come direttore.
Nella veste di capo dell'ingegneria civile dello stato francese, Trudaine dimostrò la sua genialità, progettando diverse migliaia di chilometri di strade reali (ora conosciute come "nationales") che collegavano Parigi alle frontiere e ai principali porti marittimi della Francia. Questa rete era una delle migliori progettate in Europa, con percorsi costruiti più rettilinei possibile, disposti "clocher à clocher" (campanile a campanile), larghe 19,4 m, delimitate da alberi e fiancheggiate da fossati collegati ai fiumi.
Fu anche responsabile della pianificazione e costruzione della Place Royale a Reims e di altri progetti urbani.
Suo figlio, Jean-Charles-Philibert Trudaine de Montigny, gli succedette nell'incarico.

## Atlas de Trudaine
L'Atlante di Trudaine, creato tra il 1745 e il 1780, era il più accurato insieme di piante cartografiche di strade e topografiche della Francia fatte durante il suo periodo. La scala delle mappe mostra molti più dettagli rispetto a quelli delle famose mappe di César-François Cassini de Thury e della sua famiglia. I 62 volumi rilegati contengono più di 3.000 piante preparate dall'ufficio centrale dei disegnatori. Ognuna è stata artisticamente realizzata a mano con acquerello per mostrare le caratteristiche del terreno, dei corsi d'acqua e della vegetazione, oltre che castelli, dimore private e rovine, chiese, conventi e cimiteri, strade esistenti, nonché progetti stradali pianificati. Le mappe cartografiche sono state ampliate con progetti per chiuse, ponti e altri progetti di ingegneria civile ritenuti necessari per miglioramenti futuri.
Trudaine non visse tanto a lungo da poter completare il suo atlante per tutta la Francia; solo le 22 regioni governate da intendenti furono completate. Le mappe nell'atlante non si estendono a Borgogna, Alsazia, Provenza, Linguadoca e Bretagna o alle regioni recentemente conquistate da Luigi XIV, ad eccezione di Metz. Tuttavia, più della metà della Francia venne coperta dalla sua opera.
Oggi, l'immenso atlante di Trudaine rimane uno dei risultati più significativi nello sviluppo della cartografia.